# Nilo Peçanha (kommun i Brasilien)
Nilo Peçanha är en kommun i Brasilien.   Den ligger i delstaten Bahia, i den östra delen av landet, 1 000 km öster om huvudstaden Brasília. Antalet invånare är 12 530.
I omgivningarna runt Nilo Peçanha växer i huvudsak städsegrön lövskog. Runt Nilo Peçanha är det ganska glesbefolkat, med 29 invånare per kvadratkilometer.